# Monthault
Monthault är en kommun i departementet Ille-et-Vilaine i regionen Bretagne i nordvästra Frankrike. Kommunen ligger i kantonen Louvigné-du-Désert som tillhör arrondissementet Fougères-Vitré. År 2022 hade Monthault 250 invånare.

## Befolkningsutveckling
Antalet invånare i kommunen Monthault
Referens:INSEE